# رن ۶۱۹۰
سیارک ۶۱۹۰ (به انگلیسی: 6190 Rennes، نامگذاری:1989TJ1) شش هزار و صد و نودمین سیارک کشف شده‌است که در ۸ اکتبر ۱۹۸۹ کشف شد.
قدر مطلق سیارک برابر ۱۲٫۹۰ است.